# لويس كروز (ملاكم)
لويس كروز (بالإنجليزية: Luis Cruz)‏ (10 أكتوبر 1985 في الولايات المتحدة - ) هو ملاكم أمريكي، صنّف ضمن فئة وزن الريشة السوبر ‏.

## إحصائيات
خاض خلال مسيرته 28 نزالا، فاز في 22 وتعادل في 1 وخسر في 5. فاز بالضربة القاضية في 16 نزالا.

## روابط خارجية
- لويس كروز على موقع بوكس ريك (الإنجليزية) (registration required)